# 樓蘭之戰
樓蘭之戰是發生在公元前108年，西漢與效忠匈奴的西域屬國樓蘭、車師之間的戰爭，中國對中亞的最早軍事冒險。漢軍將領趙破奴率先發動進攻並俘獲樓蘭國王，隨後對車師發動進攻。這場戰役同時導致烏孫和大宛屈服，漢帝國在中亞的政治地位和聲譽也有所提高。

## 事後
樓蘭王國在公元前77年已不復存在，因為樓蘭的最後一位國王安歸在宴會上被傅介子安排的刺客暗殺，漢人立其弟尉屠耆為王，同年樓蘭更名為鄯善國，並遷都伊循城（不再位於羅布泊）。